# Strada nazionale 3 Tirrena Superiore
La strada nazionale 3 Tirrena Superiore era una strada nazionale del Regno d'Italia, che congiungeva la Francia a Roma, seguendo la linea costiera del mar Ligure e del mar Tirreno settentrionale.
Venne istituita nel 1923 con il percorso "Confine francese - Ventimiglia - Genova - Pisa - Livorno - Grosseto - Civitavecchia - Roma", ricalcando il percorso della consolare Via Aurelia.
Nel 1928, in seguito all'istituzione dell'Azienda autonoma statale della strada (AASS) e alla contemporanea ridefinizione della rete stradale nazionale, il suo tracciato è stato riclassificato per intero come strada statale 1 Via Aurelia.